# アン・カリー

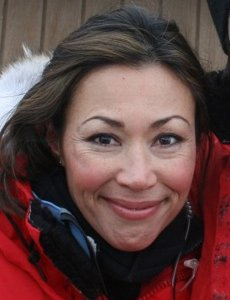
アン・カリー

アン・カリー（Ann Curry、1956年11月19日 - ）は、アメリカ合衆国の女性ジャーナリスト、テレビ番組の司会者、報道写真家である。
15年間、アメリカNBCのニュース番組『トゥデイ』の全国版と『NBCニュース』国際ニュースに出演し、1997年3月から2011年6月までアンカー、2011年6月9日から2012年6月28日まで司会者であった。また、2005年から2011年まで時事番組『デイトライン』のアンカーを務めていた。
国際女性メディア財団の役員でもある。

## 人物
父親がアメリカ人で母親が日本人のハーフ。
父親のボブ・カリーはコロラド州プエブロ出身でチェロキー、フランス、ドイツ、スコットランド、アイルランドの流れを汲むアメリカ人である。母親のナガセ・ヒロエは日本人で山形県の米作農家の出身であり、太平洋戦争の終戦後に東京の路面電車の車掌として働いていた際に、進駐軍として駐留していたアメリカ海軍軍人の父親と知り合い、アメリカ軍側は二人の結婚に反対だったが、2年後に日本に行き結婚した。その後、父親の勤務に伴いグアムに居住していた際に生まれたのがカリーである。
海軍勤務である父親は転勤が多かった。カリーはカリフォルニア州のサンディエゴやアラメダ、長崎県佐世保市、バージニア州バージニアビーチなどで育った。佐世保では米軍基地内のアーネスト・キング・スクールに通い、オレゴン州アシュランドに引越しアシュランド高等学校を卒業後、1978年オレゴン大学ジャーナリズム学で文学士を取得し卒業した。
改宗した母親の影響でカトリック教徒である。
大学時代に出会ったソフトウェア会社幹部である夫、ブライアン・ロスとの間に娘、マッケンジーと息子、ウィリアム・ウォーカー・カリー・ロスがあり、現在はニューヨークのグラマシーパーク（Gramercy Park）地区に居住している。日本語は片言程度である。母親は2001年、胆嚢癌により死亡した。

## 職歴
1978年、オレゴン州メドフォードで当時NBC(現在CBS)系列のKTVLでインターンとして報道のキャリアを開始し、局で最初の女性ニュース・リポーターとなった。1980年、ポートランドのNBC系列KGWに異動し、リポーターとアンカーとなった。
1984年から1990年、ロサンゼルスのKCBS-TVにリポーターとして勤務し、1987年のロサンゼルス地震、1989年のカリフォルニア州サンバーナーディーノでのパイプライン爆発でエミー賞を2度受賞。
1990年、NBCニュースに入りシカゴ特派員を経て、1991年から1996年、『NBCニュース・アット・サンライズ』のアンカーとなった。1994年から1997年、『トゥデイ』でマット・ロウアーの代理アンカーとなった。1997年から2011年『トゥデイ』のアンカーとなり、1953年から1975年のフランク・ブレアに次いで二番目に長いアンカー就任となった。2005年5月、『デイトラインNBC』でストーン・フィリップスと共に共同アンカーとなり、2007年にフィリップが去り2011年に『トゥデイ』でメレディス・ヴィエイラの後を継ぐまで主アンカーであった。2005年から2011年、『NBCナイトリーニュース』の代理アンカーでもあった。
主な国際時事の報道に携わり、バグダード、スリランカ、コンゴ民主共和国、ルワンダ、アルバニア、ダルフールなどからリポートを行なった。2007年7月7日にはNBCのゴールデン・タイムの放送でコンサート『ライブ・アース』のハイライトを放送した。また、ニューヨーク市長のマイケル・ブルームバーグ、アル・ゴア前副大統領などに特別にインタビューすることができた。2001年11月、アフガニスタン紛争の最中に航空母艦セオドア・ルーズベルトからリポートをし、将官トミー・フランクスに独占インタビューを行なった。2003年初頭にバグダードから、イラク戦争勃発後に航空母艦コンステレーションからリポートを行なった。2004年終盤、スマトラ島沖地震の現場からいち早くリポートを行なった最初のアンカーとも言われている。
2007年のダルフール紛争の報道に対して、エミー賞を3度目の受賞。
2007年12月17日、チャリティのためにイングランドのミドルスブラ運搬橋からバンジージャンプを行った。その模様は『トゥデイ』で午前8時13分頃生中継された。
2011年6月9日、『トゥデイ』でメレディス・ヴィエイラの後を継いで司会者となり、ナタリー・モラレスがカリーの後を継いでアンカーとなった。
2011年、ケーブルテレビのPBS Kids Sproutで放送される公共広告に出演した。
2011年の東日本大震災で宮城県南三陸町から現地レポートを行った。
2012年6月、『トゥデイ』の司会解任に関してNBCと協議するため弁護士のロバート・バーネットを雇ったことが広く報じられた。
2012年6月28日、『トゥデイ』を離れることを感傷的に放送された。『トゥデイ』全国版アンカー、『NBCニュース』国際特派員の肩書きはなくなった。7人で構成される『NBCナイトリーニュース』、『デイトラインNBC』、『ロックフェラー・センター・ウィズ・ブライアン・ウィリアムズ』及び『トゥデイ』のプロデュース業は続き、『ナイトリーニュース』の不定期アンカーとしての出演は続く。